# Château de Sancerre
Le château de Sancerre est édifié sur l'emplacement d'un château du Moyen Âge construit en France. Il ne subsiste de l'ancien château médiéval que le donjon, nommé la tour des Fiefs. Entièrement rénové en 2025, il est transformé en un établissement doté de huit chambres, une table gastronomique et une salle de soins.

## Localisation
Le château fut construit sur le sommet d'une colline isolée du Sancerrois, dominant la vallée de la Loire d'environ 150 m. De cette hauteur, les comtes contrôlaient les hauteurs du Sancerrois à l'ouest, le trafic nord-sud des bateliers de Loire descendant du Bourbonnais vers l'Orléanais et les glacis occidentaux du Nivernais.
La ville de Sancerre, anciennement fortifiée, se développa sous le château, fermant l'accès à la pente la moins escarpée de la colline.

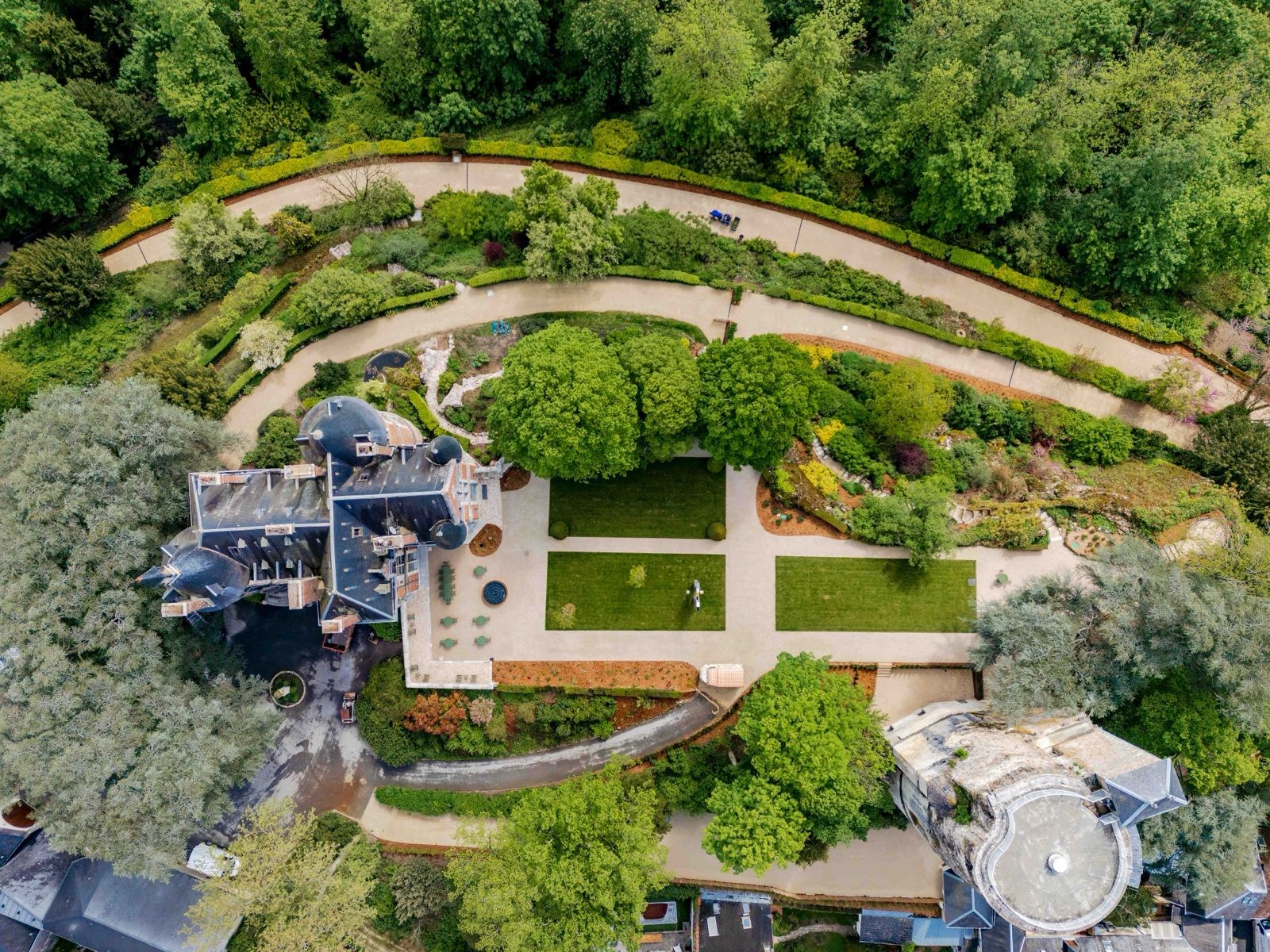

## Historique
Le château fut le siège des comtes de Sancerre, puissants seigneurs du XIe au XVe siècle, dont des membres de la famille furent grands officiers du royaume de France : comme Louis de Sancerre, connétable de France. Le futur Charles VII et Jeanne d'Arc séjournèrent au château de Sancerre, alors place stratégique à la frontière du royaume de France.
Il reste peu de traces de ses fortifications : seulement des fondations, des caves ou des parties de remparts. Le château des comtes de Sancerre et les remparts de la ville furent démolis en 1621.
L'emplacement de l'ancien château est aujourd'hui occupé par un hôtel particulier (1874) de style Louis XII et par un parc privé, propriétés de la société Marnier-Lapostolle.
En 1919, Louis-Alexandre Marnier-Lapostolle fonde le domaine viticole du château de Sancerre, d'une surface de 55 hectares. Le château reste entre les mains de la famille Marnier-Lapostolle jusqu'à sa vente en 2016 au groupe Campari. L'année suivante, le groupe Campari revend les activités viti-vinicoles du château à la Maison Ackerman. Le château est lui vendu séparément,.
En 2023, le château de Sancerre change de propriétairepour devenir un établissement comprenant des chambres, une table gastronomique et une salle de soins. 

## Tour des Fiefs
La tour des Fiefs, un des derniers vestiges du château des comtes de Sancerre, est un donjon cylindrique, datant de la fin du XIVe siècle, situé au sommet de la colline. Flanqué d'un escalier de pierre en spirale, il abrite au rez-de-chaussée un musée privé recelant armures et boulets, témoins de la période du siège de 1573. Au 1er étage se trouve une chapelle du XVIIIe siècle.
Le dernier comte de Sancerre, Charles-Antoine d'Espagnac, vend en 1794 le domaine au comte Roy, dont la fille héritière Alexandrine-Laure épouse le marquis de Talhouët ; leur fille Françoise de Talhouët épouse le duc d'Uzès Armand-Géraud-Victurnien de Crussol (1808-1872).
La tour des Fiefs fut dotée d’un escalier de bois en 1856 par ledit Armand de Crussol, duc d’Uzès. Les ruines du château féodal sont aujourd'hui occupées par un hôtel particulier construit en 1874 pour mademoiselle de Crussol d'Uzès.
La tour fait l’objet d’une inscription au titre des monuments historiques depuis le 12 février 1927.
La tour des Fiefs reste pleinement accessible au public une grande partie de l'année.

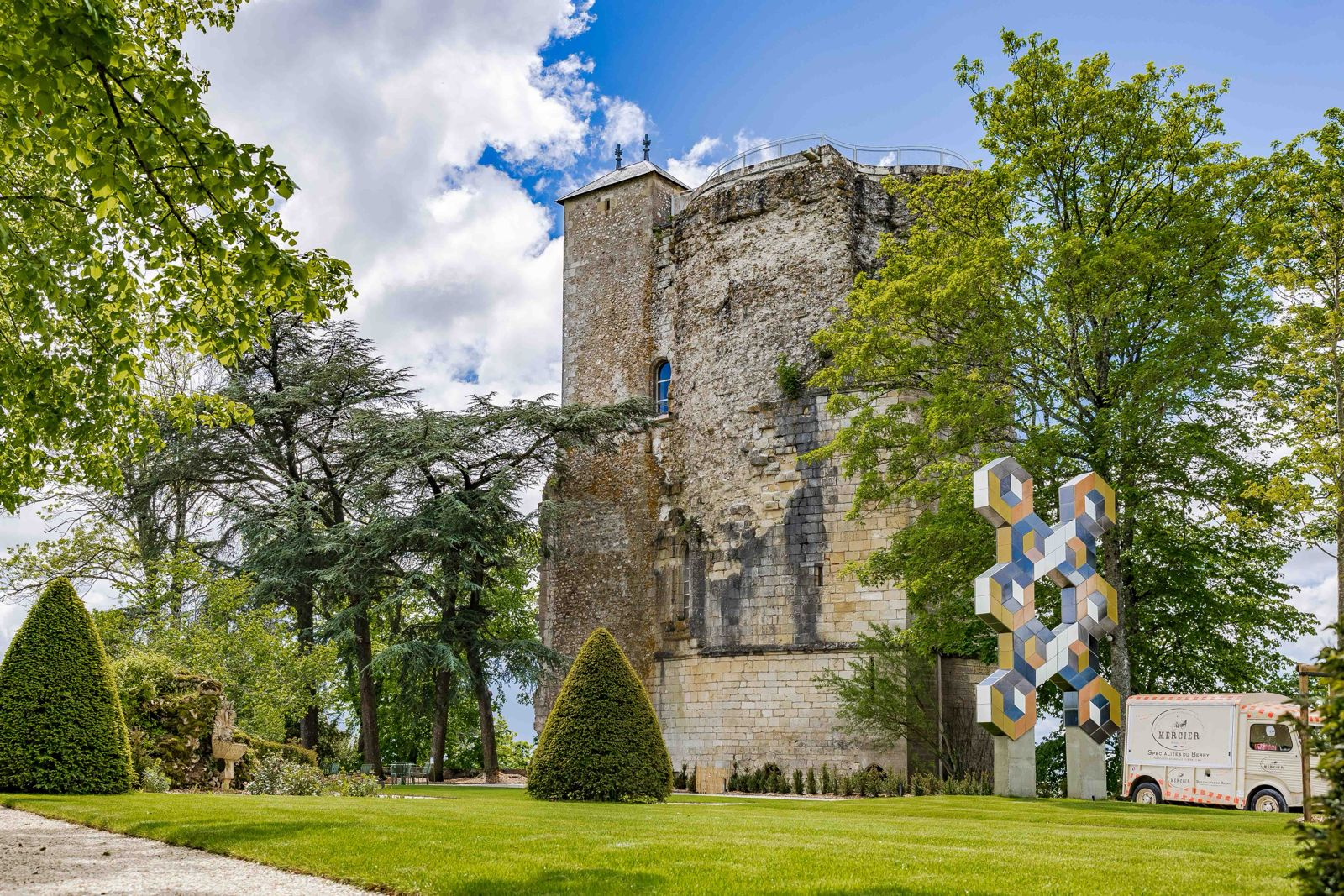

## Domaine viticole
Le domaine viticole, s'étendant sur 55 hectares en AOC sancerre était autrefois lié au château et produisait alors 450 000 bouteilles par an. Toutefois, depuis 2017, les vignes sont séparées du Château de Sancerre et sont désormais la propriété de la Maison Ackerman, Groupe Terrena.